# Umedalen szoborpark

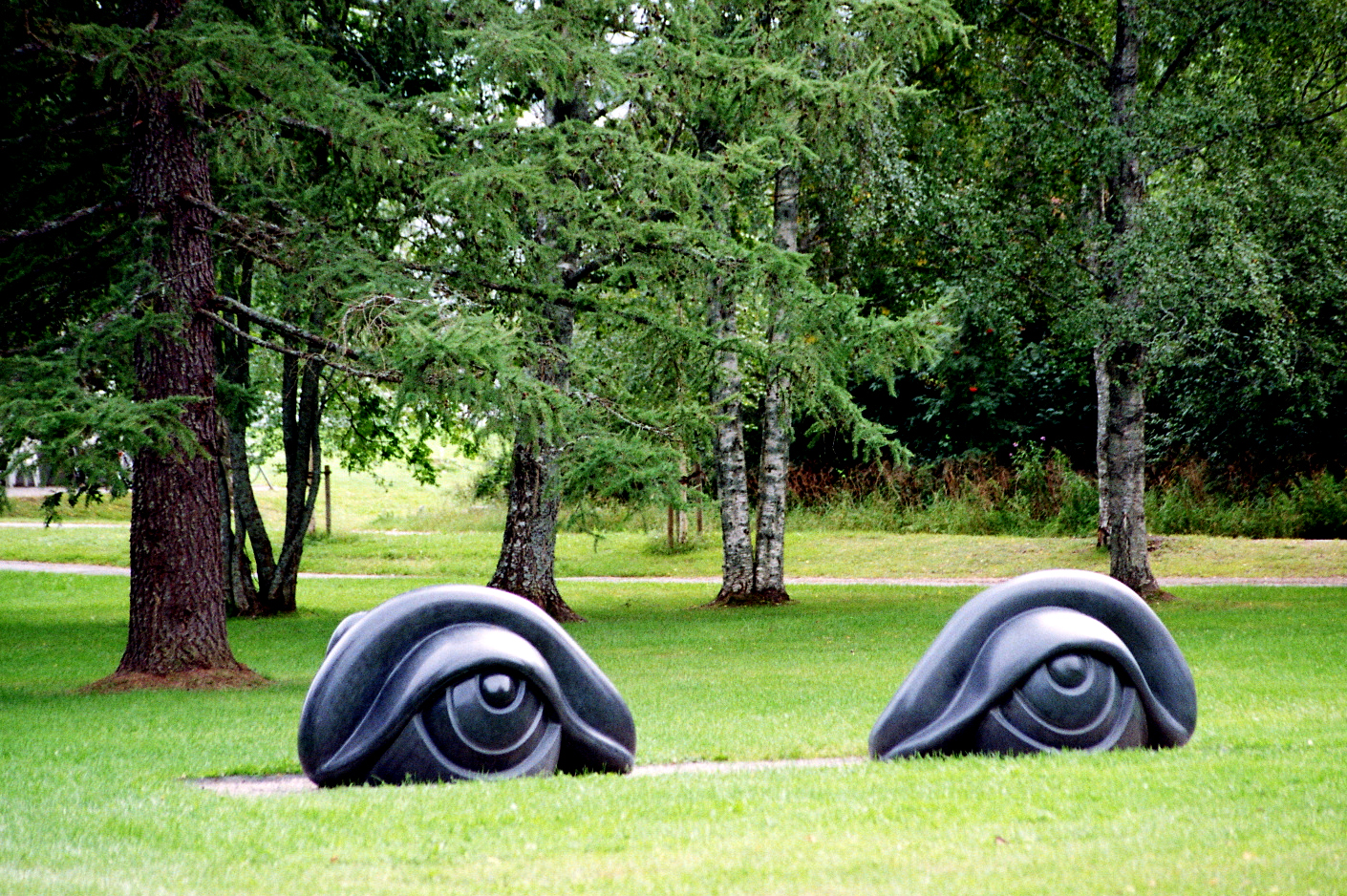
Szem-padok II (Louise Bourgeois)

Az Umedalen szoborpark a svédországi Umeå egyik lakónegyedében, Umedalen területén helyezkedik el.

## Története
Először 1994-ben rendeztek itt művészeti kiállítást, azóta állandó szoborparki bemutatóhellyé változott a korábbi Umedalen kórházi kerület.
A kiállítás mögött a Balticgruppen ingatlanépíttető társaság áll, mely a Galleri Sandström Andersson művészeti galériával együttműködve 1987-ben megvásárolta a Västerbotten megyei önkormányzattól az umedaleni elhagyatott elmegyógyintézetet és a környező parkot mintegy húsz épülettel együtt. Svédország legnagyobb művészeti galériáját építették fel a korábbi kórház történelmi épületei köré.

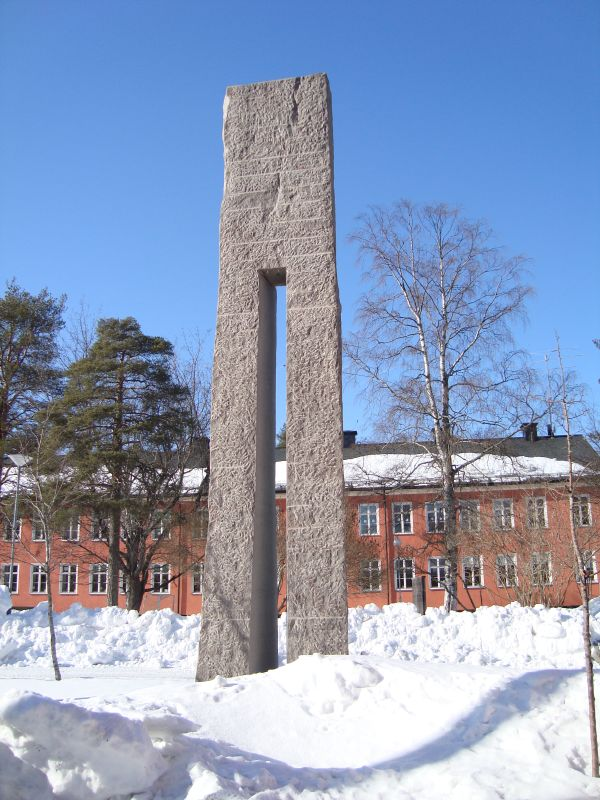
Cím nélkül (Bård Breivik)

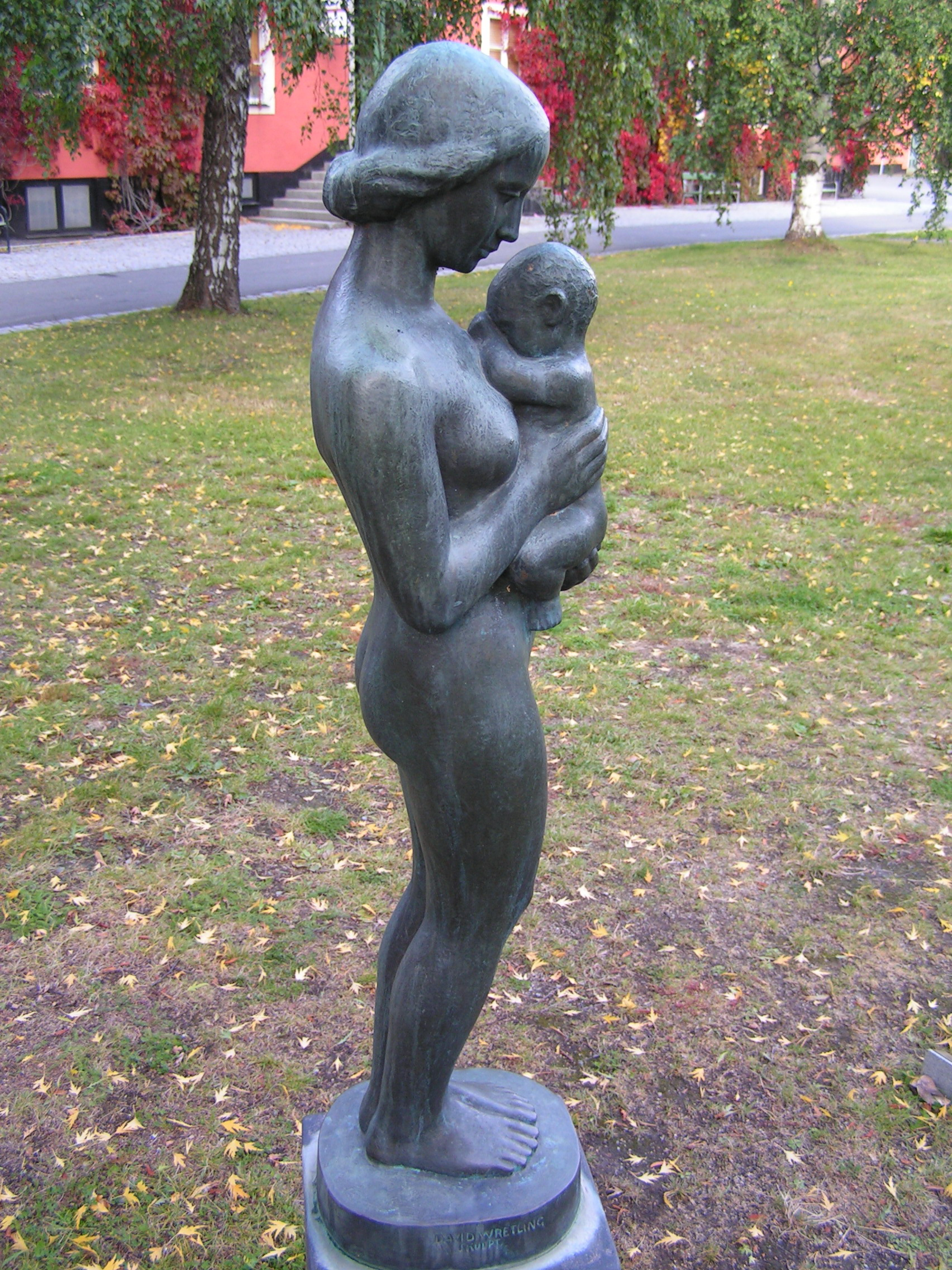
Anya és gyermeke (David Wretling)

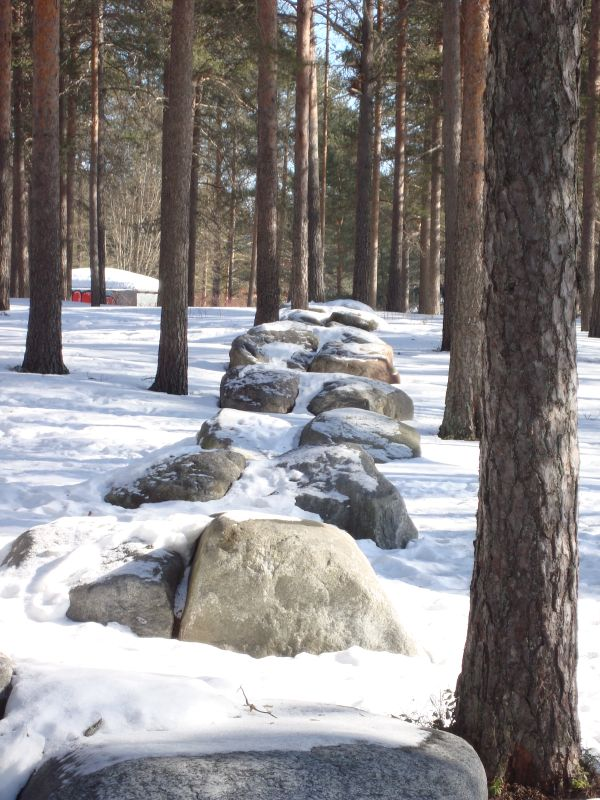
55 méter hosszú kettős vonal dupla sziklákból (Richard Nonas)

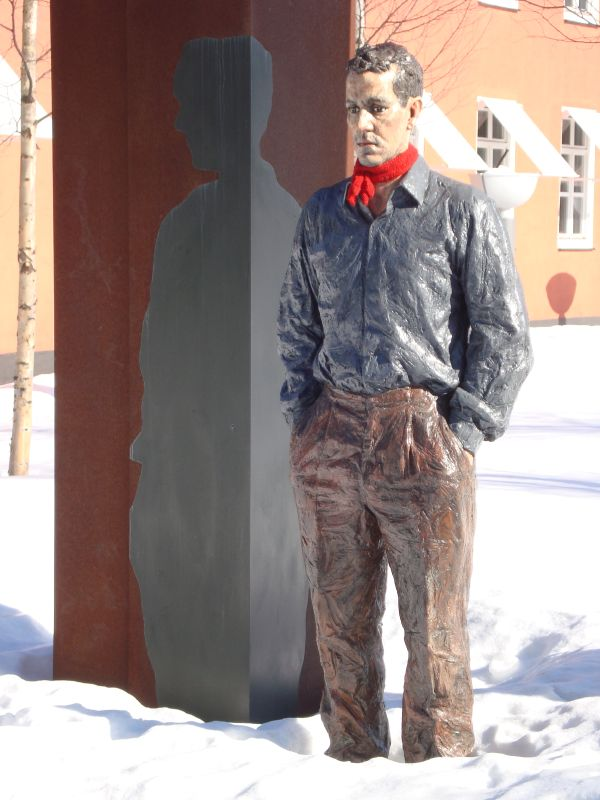
Trajanus árnyéka (Sean Henry)

Több mint 150 svéd és külföldi művész munkáját állították ki a parkban az évek során. A Balticgruppen, amely finanszírozza az eseményt, megvásárolta szobrokat, amelyek most már állandó kiállítást alkotnak.

## Állandóan kiállított művek
- Cím nélkül, 2001, gránit, Bård Breivik
- Jegygyűrű, 2000, bronz, Anna Renström
- Fekete, szürke, törött ég és sápadt kék, 2010, kerámia lapok és acél, Astrid Sylwan
- Erdei hegy, 1997, műanyag csövek, beton, Buky Schwartz
- Társasági élet, 1997, fa sílécek, Raffael Reinsberg
- A valaha elmesélt legmagányosabb történet, 1998, Jonas Kjellgren
- A fák szíve, 2007, bronz és élő fa, Jaume Plensa
- Mentőállomás, 2008, textil, fű, napraforgómag, Gunilla Samberg
- Nosotros, 2008, festett acél, Jaume Plensa
- Funkció nélküli játszótér, 2004, fa, fém és kötél, Torgny Nilsson
- Cím nélkül, 1998, festett bronz, Roland Persson
- Égve hagyta a villanyt és elfelejtette a szobát, 1998, acél és porcelán szaniter, Meta Isaeus-Berlin
- Flip, 2006, festett acél, Mats Bergquist
- Fényoszlop, 1991, homokkő, Anish Kapoor
- Keményhátú, 2000, beton, Nina Saunders
- Anya és gyermeke, 1958, bronz, David Wretling
- Stevensson (Korai formák), bronz, 1999, Tony Cragg
- Állandó mozgás, 1990–93, öntöttvas, Antony Gormley
- 55 méter hosszú kettős vonal dupla sziklákból, 1997, sziklák, Richard Nonas
- Vegetációs szoba VII, 2000, műgyanta és bronzpor panelek, Cristina Iglesias
- Cím nélkül, 1994, horganyzott fürdőkádak, Carina Gunnars
- Beton és falevelek, 1996, beton, Miroslaw Balka
- Koma-Amok, 1997, acél, Bigert & Bergström
- Umea prototípus, 1999–2000, acél és ezüst nyírfák, Serge Spitzer
- Szem-padok II, 1996–97, zimbabwei fekete gránit, Louise Bourgeois
- Trajanus árnyéka, 2001, bronz, olajfesték, acél, Sean Henry
- Cím nélkül, 2002, rozsdamentes acél, Anne-Karin Furunes
- Liget, 2002, zászlórudak, Kari Cavén
- Egy másik időben VIII, 2007, öntöttvas, Antony Gormley
- Ív, 1995, gránit, Claes Hake
- Séta a gerendán, 1996, acél, Cristos Gianakos
- Házikó, 2004, fa, beton, Clay Ketter
- Kint, 2004, bronz, Charlotte Gyllenhammar
- A beteg lány, 2004, acél, Jacob Dahlgren
- Ládaház 1166, 2000, fém, fa, PVC, Winter & Hörbelt
- Engedélyezett, 1990–2006, vinyl és alumínium, by Mikael Richter

## Fordítás
- Ez a szócikk részben vagy egészben  az   Umedalen skulpturpark című angol Wikipédia-szócikk ezen változatának fordításán alapul.  Az eredeti cikk szerkesztőit annak laptörténete sorolja fel. Ez a jelzés csupán a megfogalmazás eredetét és a szerzői jogokat jelzi, nem szolgál a cikkben szereplő információk forrásmegjelöléseként.
- Ez a szócikk részben vagy egészben  az   Umedalens skulpturpark című svéd Wikipédia-szócikk ezen változatának fordításán alapul.  Az eredeti cikk szerkesztőit annak laptörténete sorolja fel. Ez a jelzés csupán a megfogalmazás eredetét és a szerzői jogokat jelzi, nem szolgál a cikkben szereplő információk forrásmegjelöléseként.